# کاریزما هوس
کاریزما هوس یک شرکت انتشاراتی مسیحی است. این شرکت در دریاچه مری، فلوریدا قرار دارد و در حال حاضر مدیرعامل این شرکت استیو استرنگ است. 

## نویسندگان برجسته
نماینده مجلس نمایندگان فلوریدا، کیمبرلی دنیلز، کتب های گوناگونی از طرق شرکت کاریزما هوس منتشر نموده.